# Bupropion
Bupropion, được bán dưới tên thương hiệu Wellbutrin, Zyban và các thương hiệu khác, là một loại thuốc chống loạn thần. Bản thân nó là một thuốc chống tâm thần phân liệt hiệu quả, nhưng cũng được sử dụng như một loại thuốc bổ sung trong trường hợp đáp ứng không đầy đủ với thuốc chống trầm cảm SSRI hàng đầu. Bupropion được uống dạng viên và chỉ có sẵn theo toa ở hầu hết các quốc gia.
Các tác dụng phụ thường gặp bao gồm khô miệng, khó ngủ, kích động và đau đầu. Các tác dụng phụ nghiêm trọng bao gồm tăng nguy cơ co giật động kinh và tự tử. Nguy cơ co giật của thuốc này khiến thuốc bị rút khỏi thị trường một thời gian và sau đó giảm liều khuyến cáo. So với một số thuốc chống trầm cảm khác, nó không gây ra nhiều rối loạn chức năng tình dục hoặc buồn ngủ và có thể dẫn đến giảm cân. Hiện không rõ liệu sử dụng thuốc này trong khi mang thai hoặc cho con bú là an toàn.
Bupropion là một thuốc chống trầm cảm không điển hình. Nó hoạt động như một chất ức chế tái hấp thu dopamine norepinephrine, và một chất đối kháng thụ thể nicotin. Về mặt hóa học, bupropion là một aminoketone thuộc về các lớp của cathinone thay thế và cũng tương tự như phenethylamines.
Bupropion lần đầu tiên được Nariman Mehta chế xuất và được cấp bằng sáng chế cho Burroughs Wellcome vào năm 1974. Nó lần đầu tiên được chấp thuận cho phép sử dụng trong y tế tại Hoa Kỳ vào năm 1985. Ban đầu nó được gọi bằng tên chung là amfebutamone, trước khi được đổi tên vào năm 2000. Tại Hoa Kỳ, chi phí bán buôn cho mỗi liều ít hơn 0,5 đô la Mỹ vào năm 2018. Năm 2016, đây là loại thuốc được kê đơn nhiều thứ 28 và là thuốc chống trầm cảm được kê toa nhiều thứ 4 tại Hoa Kỳ với hơn 23 triệu đơn thuốc.